# Jayavarman III
Jayavarman III fue el segundo rey de Angkor del Imperio jemer. Se conoce muy poco acerca de este hijo y sucesor de Jayavarman II (en camboyano: ជ័យវរ្ម័ន ទី 3). Una inscripción de Prasat Sak describe que «mientras trataba de capturar un elefante salvaje mientras cazaba, una divinidad le prometió éxito en la caza si construía un santuario». Algunos templos datan de su reinado aunque de ninguno ha quedado que le perteneciera. Puede que comenzara un pequeño proyecto de construcción que quedó eclipsado por su más ambicioso sucesor, Indravarman I. Murió en el año 877, probablemente, en la persecución de un elefante salvaje.